# オートバイディーラー
オートバイディーラー（モーターサイクルディーラー、motorcycle dealership）とは、新車や中古車を小売する事業者（販売店）のうち、オートバイメーカーや、その販売子会社などと特約店契約を結んだ販売業者のことを指す。販売だけでなく、点検整備などのサービスも提供する。

## 日本のディーラー
日本では、オートバイメーカー、およびメーカーの制定した販売チャネル毎（バイクのカテゴリー、顧客層など）になっている。ただ、市場構造の変化などで、1990年代から販売チャネルを統合する動きが出ており、全販売店で全部の車種を扱う形に変更したり、県単位で存在する販売会社を地域ごとに広域統合するメーカーもある。
ホンダ
- DREAM店
- PRO'S 店
- WING店 - 50ccから250ccまでを扱う。
- パッセージ
- ENDURANCE

ヤマハ
- ヤマハスポーツプラザ
- YOU SHOP

スズキ
- スズキワールド

カワサキ
- カワサキプラザ

ハーレーダビッドソン
- ハーレーダビッドソンジャパン

ボスホス
- ボスホスジャパン

ベクトリックス
- ホワイトハウス

BMW
- BMWモトラッドジャパン
- モトラッドミツオカ

フサベル
- フサベル・ジャパン

KTM
- カ・テ・エムジャパン

メガリ
- メガリジャパン

トライアンフ
- トライアンフジャパン

GG
- 福田モーター商会

プジョー
- プジョー・モトサイクル・ジャポン

ハートフォード
- 成川商会

モト・グッツィ
- ピアッジオグループジャパン

ピアッジオ
- ピアッジオグループジャパン

ベスパ
- ピアッジオグループジャパン

アプリリア
- ピアッジオグループジャパン

デルビ
- 成川商会

ジレラ
- 成川商会

アディバ
- アディバジャパン

マラグーティ
- マラグーティ・ジャポーネ

MVアグスタ
- MV AGUSTA JAPAN

ガスガス
- アルプスヴァン

スコルパ
- ランドブリーズ

シェルコ
- 亜路欧

ホタガス
- エトスデザイン

ドゥカティ
- ドゥカティジャパン

クリーブランドサイクルワークス
- モノリス

リエフ
- リエフジャパン

AJP
- 心でっかち

ベータ
- ベータモータージャパン

tm
- うえさか貿易

ファンティック
- スクーデリアラナ

ハスクバーナ
- MV AGUSTA JAPAN

ヒョースン
- ヒョースンモータージャパン

キムコ
- キムコ・ジャパン
- オートサプライ
- モトソウル

SYM
- エムズ商会

PGO
- ナーベルフォース

ロイヤルエンフィールド
- オーヴァージョイ

LML
- LML JAPAN

エレクトリック・モータースポート
- ユニオート

カリフォルニアスクーター
- カリフォルニアスクータージャパン
- YSトレーディング

レオンアート
- 成川商会

SWM
- MV AGUSTA JAPAN

オーセット
- GOLDRUSH

エレクトリック・モーション
- TRIALS NARITA

ゼロ・モーターサイクルズ
- MIRAI

TRS
- エトスデザイン

ヴェルティゴ
- ミタニ